# Anna Podgórska

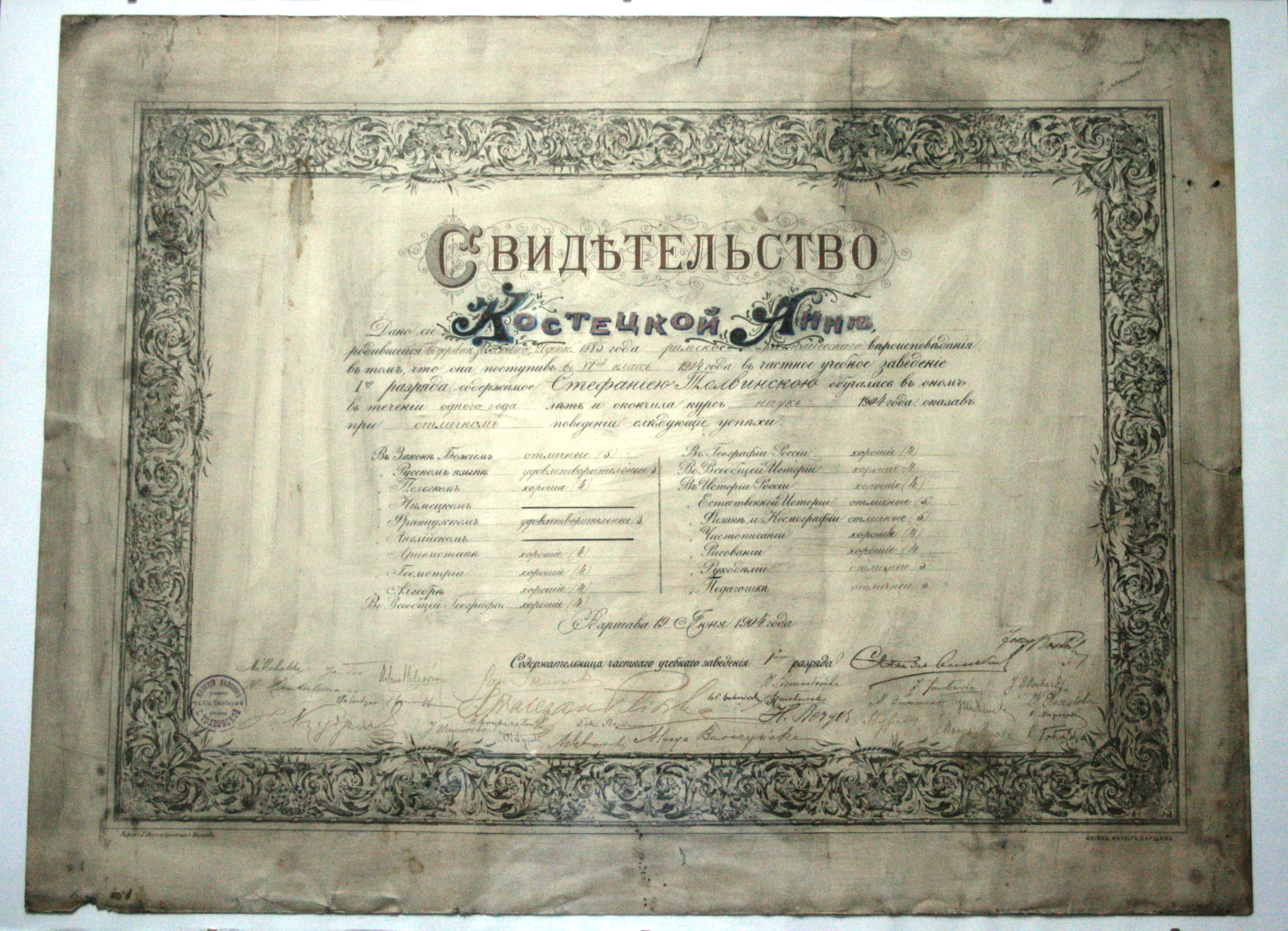
Świadectwo maturalne Anny Kosteckiej, Warszawa, 1904 rok

Witalia Anna Podgórska, z domu Kostecka (ur. 8 grudnia?/20 grudnia 1885 w Ząbkowicach, wtedy w powiecie będzińskim, obecnie – dzielnicy Dąbrowy Górniczej, zm. 16 września 1968 w Warszawie) – polska działaczka oświatowa i niepodległościowa, nauczycielka.

## Dzieciństwo, szkoły
Była córką Kazimierza Kosteckiego (herbu Leszczyc), naczelnika wydziału Dyrekcji Kolejowej w Warszawie i Walentyny z Wierzyckich (herbu Świnka). Jej pradziadem był m.in. Franciszek Kostecki, a dziadem – Walenty Wierzycki. W dzieciństwie mieszkała przy ul. Hożej 50 m. 8. W 1904 roku ukończyła szkołę średnią w Warszawie, na pensji Stefanii Tołwińskiej (Gimnazjum Fizjologiczne Stefanii Tołwińskiej, późniejsze Gimnazjum im. Marii Konopnickiej przy ul. św. Barbary). W tym samym roku ukończyła kurs sztuki stosowanej prof. Antoniego Austena.
Około 1902 roku wstąpiła do Organizacji Młodzieży Narodowej i do Zetu. W ramach działalności zetowskiej była współorganizatorką strajku szkolnego w szkołach żeńskich w 1905 w Warszawie. W młodości należała również do PET-u.
Zaraz po urodzeniu drugiej córki, w 1907 roku wyjechała wraz z mężem do Belgii. W 1907 roku rozpoczęła naukę w Wyższej Szkole Krawiectwa i Robót Ręcznych w Liège. Ukończyła ją z odznaczeniem w 1910 roku. W tym czasie studiowała również w Akademii Sztuk Pięknych w Paryżu. W 1911 roku wyjechała do rodziny męża do Moskwy, gdzie działała w Kole Zetowym. Tam urodziła syna, Jana. Po powrocie do Warszawy w 1913 roku uczęszczała na kurs sanitarny prowadzony przez dra Kazimierza Orła w szpitalu dziecięcym.

## Praca i działalność
W 1915 roku przeniosła się z mężem i trojgiem dzieci do Lublina. W tym roku urodziła w Lublinie czwarte dziecko – Witolda. Współorganizowała Okręg Lubelski Ligi Kobiet Pogotowia Wojennego. W latach 1915–1916 była członkinią zarządu i przez pewien czas – przewodniczącą Koła. Jednocześnie pracowała intensywnie jako sanitariuszka i prowadziła różnorodną działalność w zakresie pomocy rannym w działaniach wojennych Polakom. Była również kurierką „Strzelca” i łączniczką brygadiera Józefa Piłsudskiego. Została za te czyny odznaczona osobiście przez niego Złotym Krzyżem Zasługi.
W okresie I wojny światowej wielu przywódców ruchu niepodległościowego znalazło w Lublinie schronienie, a zarazem miejsce do aktywnej działalności politycznej. Jesienią 1914 roku doszło w Lublinie do porozumienia stronnictw i ugrupowań politycznych mających w swych programach walkę o niepodległość Polski. W 1915 roku Komitet Zjednoczonych Stronnictw Niepodległościowych i Polska Organizacja Wojskowa utworzyły Wydział Narodowy Lubelski, którego głównym celem było koordynowanie działań niepodległościowych na terenie Lubelszczyzny. Anna Podgórska była członkinią zarządu Wydziału Narodowego Lubelskiego, w kwietniu 1916 współzorganizowała spotkanie Józefa Piłsudskiego z połączoną delegacją Wydziału Narodowego i Ligi Kobiet.
Maria Dąbrowska pisała o Annie Podgórskiej w swoich Dziennikach:

W Lublinie byłam u Podgórskich czy na zebraniu, czy w jakichś sprawach, związanych z pracą Ligi Kobiet. Poznałam wtedy żonę Podgórskiego. Była drobna, miła, wyglądała na dziewczyneczkę, a śród bodajże już czworga swych dzieci mogła uchodzić za ich niedorosłą siostrzyczkę.

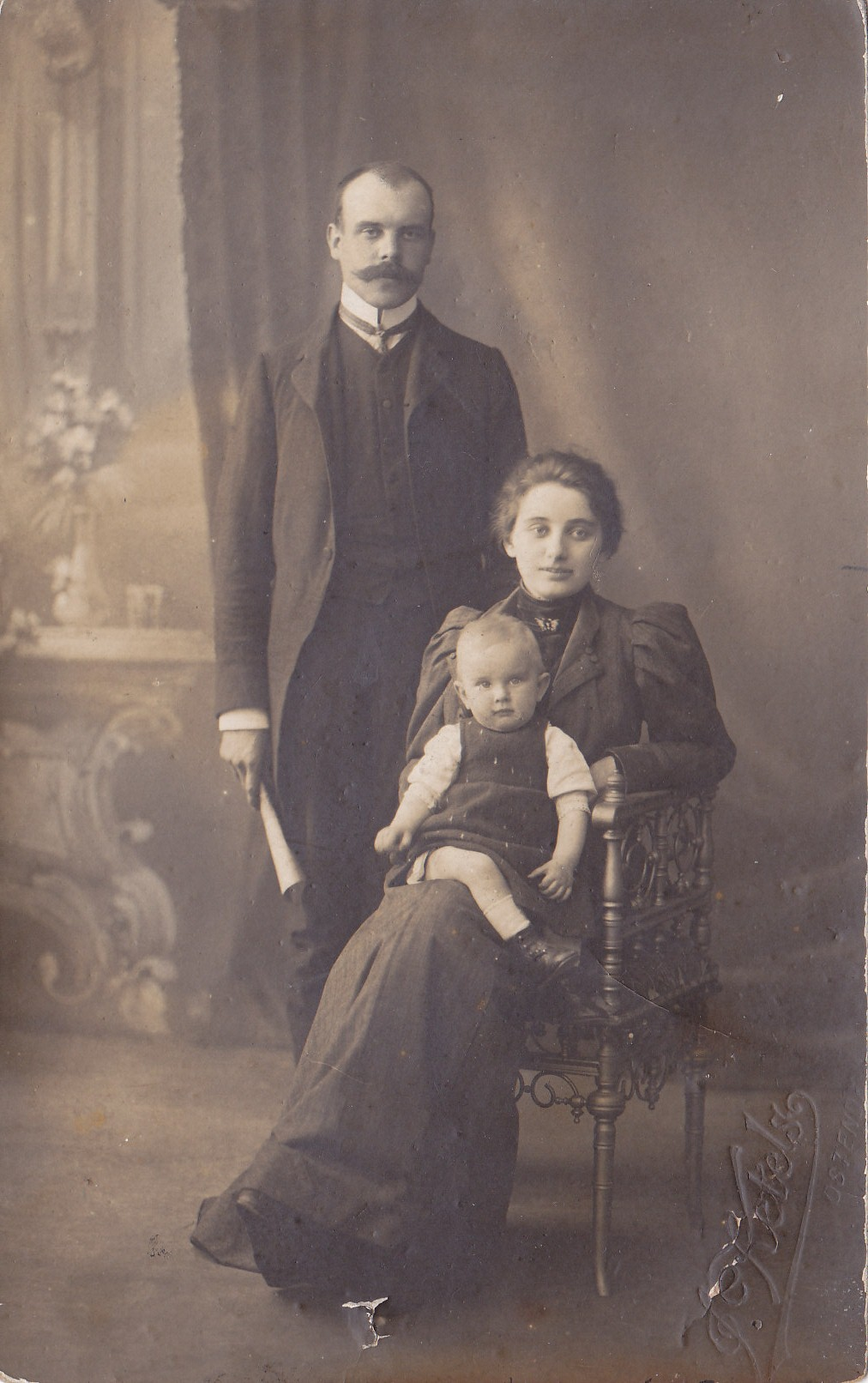
Anna Podgórska z mężem – Przemysławem Podgórskim i córką Marią w 1907 roku

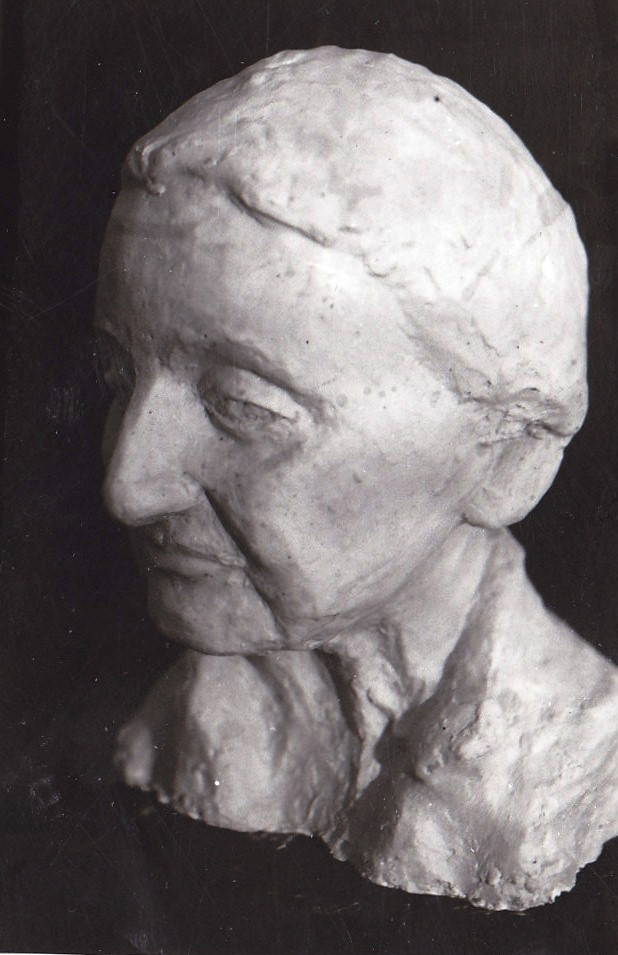
Portret Anny Podgórskiej autorstwa jej wnuczki – Katarzyny Piskorskiej (ok. 1965 roku)

W 1916 roku założyła – wspólnie z Wacławem Jasińskim, późniejszym profesorem pediatrii Uniwersytetu Wileńskiego – Uniwersytet Ludowy i uruchomiła kursy dla analfabetów w Lublinie i w Puławach. Od 5 września 1916 roku do 1 lipca 1917 roku pracowała w Seminarium dla Ochroniarek Marii Papiewskiej w Lublinie, pełniąc w nim funkcje nauczycielki robót i rysunków oraz sekretarki.
W 1918 roku prowadziła walkę o prawa wyborcze dla kobiet przed wyborami do Sejmu Ustawodawczego, działając w Komitecie Związku Kobiet Postępowych.
W 1919 roku – po śmierci syna (Jana) – przeniosła się do Częstochowy. Kontynuowała tam pracę w Zecie, m.in. zreorganizowała – wspólnie z Lucjanem i Wandą Kurpińskimi – tamtejszy ośrodek.
W 1920 roku zorganizowała pomoc dla rannych żołnierzy dowożonych z frontu do okolicznych szpitali. Uruchomiła też kuchnie polowe m.in. na stacjach kolejowych Poraj i Częstochowa. Organizowała również pomoc dla powstańców górnośląskich inicjując zbiórkę broni, opatrunków, żywności i leków i wspierając przerzut tych darów na Śląsk.
W latach 1921–1922 pracowała w biurze elektrowni miejskiej w Częstochowie, po czym przez kolejne 2 lata pracowała jako nauczycielka rysunków w Seminarium dla Przedszkolanek Marii Żelisławskiej (od 2 września 1923 roku do 1 lipca 1924 roku) i w Państwowym Seminarium Gospodarczym (od 2 wrzenia 1924 roku do 1 lipca 1925 roku) Częstochowie.
Podgórscy przenieśli się do Warszawy w 1925 roku, gdzie Anna zatrudniła się w biurze Centralnego Związku Kółek Rolniczych. Pracowała również jako instruktorka, a później inspektorka w Kole Gospodyń Wiejskich. W latach 1930–1935 pracowała w Związku Pracy Obywatelskiej Kobiet.
Była wśród organizatorów Zjazdu Uczestników Ruchu Niepodległościowego Związku Młodzieży Polskiej w 50. rocznicę powstania Zetu. Od połowy lat 20. była członkinią Związku Seniorów Organizacji Młodzieży Narodowej i Związku Polskiej Młodzieży Demokratycznej, a od 1930 roku – jej Rady Naczelnej.

## Okupacja i lata powojenne
We wrześniu 1939 roku wraz z córkami i synem Jerzym udała się do Lublina, gdzie od 1 stycznia do 1 kwietnia 1940 roku prowadziła tajne nauczanie na kompletach Marii Papiewskiej. Latem 1940 roku wróciła do Warszawy. 5 lipca 1940 roku została aresztowana i przebywała na Pawiaku do 2 listopada tego roku. Po wyjściu organizowała pomoc dla ukrywających się Żydów i sama ich ukrywała w domu przy ul. Powsińskiej.
Przed Godziną „W” powstania warszawskiego dowódca Rejonu V Obwodu Mokotów AK Czesław Szczubełek „Jaszczur” wybrał jej dom ul. Powsińskiej 24 (obecnie Powsińska 104) na siedzibę dowództwa Rejonu. W czasie powstania prowadziła najbardziej oddalony od Śródmieścia punkt sanitarny, zbierała zrzuty samolotowe, przygotowywała posiłki dla żołnierzy AK i walczącej ludności.
Pod koniec powstania wyjechała do Konstancina, gdzie uczyła rysunków i robót ręcznych w tajnym gimnazjum Marii Jaroszowej (od 15 września 1944 roku do 10 stycznia 1945 roku, następnie jako jawna nauczycielka do 15 marca 1945 roku). Po krótkim okresie pracy (od 20 marca do 1 lipca 1945 roku, również jako nauczycielka rysunków i robót ręcznych) w Państwowym Gimnazjum i Liceum im. Tadeusza Reytana w Konstancinie (filia szkoły działającej w Warszawie)  wyjechała do Zabrza, gdzie w latach 1946–1948 pracowała znów jako nauczycielka w Państwowym Gimnazjum i Liceum Żeńskim. W Zabrzu utworzyła Koło Polskiego Czerwonego Krzyża, wspólnie z dawnym kolegą Wacławem Stawnickim.
W 1948 roku wróciła do Warszawy, gdzie zatrudniła się w Zarządzie Ligi Kobiet, później jako referentka i instruktorka BHP w różnych przedsiębiorstwach.
W 1956 roku była w gronie organizatorów zjazdu byłych uczestników walk o szkołę polską z okazji 50-lecia strajków szkolnych.

## Życie prywatne

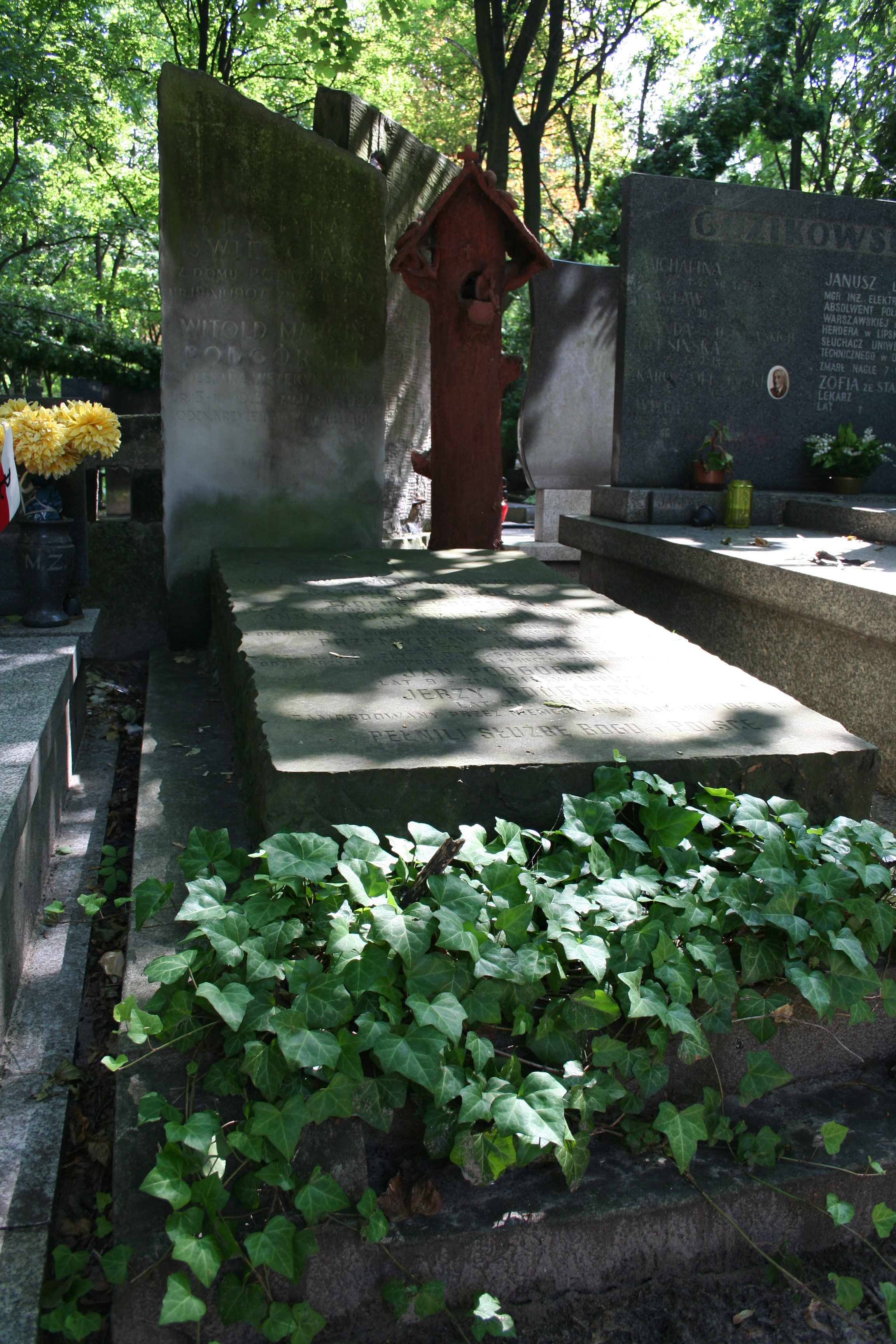
Grób Przemysława i Anny Podgórskich na warszawskim cmentarzu Powązkowskim

Anna Kostecka w 1905 roku wyszła za mąż za Przemysława Podgórskiego, również działacza niepodległościowego. Miała z nim córki: Marię Podgórską (1906–1980, późniejszą żonę Tomasza Piskorskiego i Krystynę Paszkowską-Świeściak (1907–1987) oraz synów: Jana (1911–1919), Witolda (1915–1992) i Jerzego (1922–1943), który zginął na Majdanku.
Około 1926 roku zamieszkali w domu zbudowanym przez Przemysława (w tzw. Willi Podgórskich) na obrzeżach (wtedy) Warszawy przy ul. Powsińskiej w pobliżu klasztoru bernardynów u zwieńczenia fosy Bernardyńska Woda. Dom ten jest obecnie zabytkiem.
Zmarła w 1968 roku. Spoczywa w grobowcu rodzinnym na cmentarzu Powązkowskim w Warszawie (kw. 195–II–8). Nad jej grobem w czasie pogrzebu wspomniał ją jej przyjaciel Melchior Wańkowicz.

## Odznaczenia
- Krzyż Niepodległości (1931)[10]
- Złoty Krzyż Zasługi